# Pomporruta
Una pomporruta es un malentendido producido al escuchar una frase en una canción o poema, creando una expresión homófona similar al verso de la canción pero con un significado nuevo. El nombre proviene de una transformación del verso 'voy por rutas imperiales' en el himno falangista Montañas nevadas. Otros ejemplos del fenómeno incluyen el término General Susvín en Argentina debido a un fragmento de la Marcha a mi Bandera ("con valor sus vínculos rompió"), o Juan Tanamera (de la canción Guantanamera). En países de habla inglesa se denomina mondegreen, término acuñado por la escritora estadounidense Sylvia Wright en 1954 al explicar que escuchó los versos  "...and laid him on the green" de una balada escocesa como "...and Lady Mondegreen".
En el ámbito teatral existe la voz morcilleo, usada principalmente en Argentina, con el mismo significado.
El director Fernando Colomo rodó un cortometraje titulado Pomporrutas imperiales en 1976,  en el que uno de los protagonistas describe la equivocación que da nombre al fenómeno.
Manual Seco describe que el fenómeno se diferencia de los malapropismos en que estos últimos se producen en el habla cotidiana, mientras que la pomporruta o mondegreen se produce al repetir fonéticamente lo aprendido, sin contar con un interlocutor.
Cuando la transliteración se produce a partir de un verso escrito en un idioma diferente, se denomina con el término japonés soramimi.